# Мельникова, Наталья Сергеевна
Наталья Сергеевна Мельникова (26 августа 1981) — российская гребчиха.

## Карьера
Участница четырёх чемпионатов мира. Серебряный призёр чемпионата мира 2004 года.
Участница двух чемпионатов Европы. В восьмёрках становилась 4-й (2009) и 5-й (2011).